# St. Marien (Wersabe)
Die ev.-luth. Kirche St. Marien in der niedersächsischen Gemeinde Hagen im Bremischen, Ortsteil Wersabe, Wersaber Dorfstraße, im Landkreis Cuxhaven, stammt aus der Mitte des 18. Jahrhunderts.
Die Kirchengemeinde gehört zum Kirchenkreis Wesermünde im Sprengel Stade der Evangelisch-Lutherischen Landeskirche Hannovers.
Das Gebäude steht unter Denkmalschutz (siehe auch Liste der Baudenkmale in Hagen im Bremischen).

## Geschichte
Wersabe wurde erstmals 1110 erwähnt als Wirsebe und hatte 2017 rund 230 Einwohner. Zur Kirchengemeinde gehörten seit Jahrhunderten auch Rechtebe und Wurthfleth. 1269 wurde die erste Kapelle gebaut, die um 1500 durch ein Kirchenschiff erweitert wurde.
Der neue Backsteinbau als rechteckige Saalkirche mit ziegelgedecktem Satteldach sowie leicht eingezogenem Rechteckchor mit geradem Abschluss und Walm wurde 1769 auf Veranlassung des Moorkolonisators Jürgen Christian Findorff gebaut. Der alte Vorgängerbau wurde dabei einbezogen. Die Seitenfassaden des Langhauses sind durch die spitzbogigen Fenster gegliedert.
Turm
Der massive verputzte rechteckige Westturm mit Satteldach und den Giebeln an der West- und Ostseite hat in der Art eines Dachreiters den achteckigen schiefergedeckten, 1896 erneuerten Helm. An der süd- und östlichen Längsseite, unterhalb des Gesimses und den gotisierenden Blenden, befinden sich die Uhren sowie je zwei vertikale Schallöffnungen für die Glocken.
Innenraum

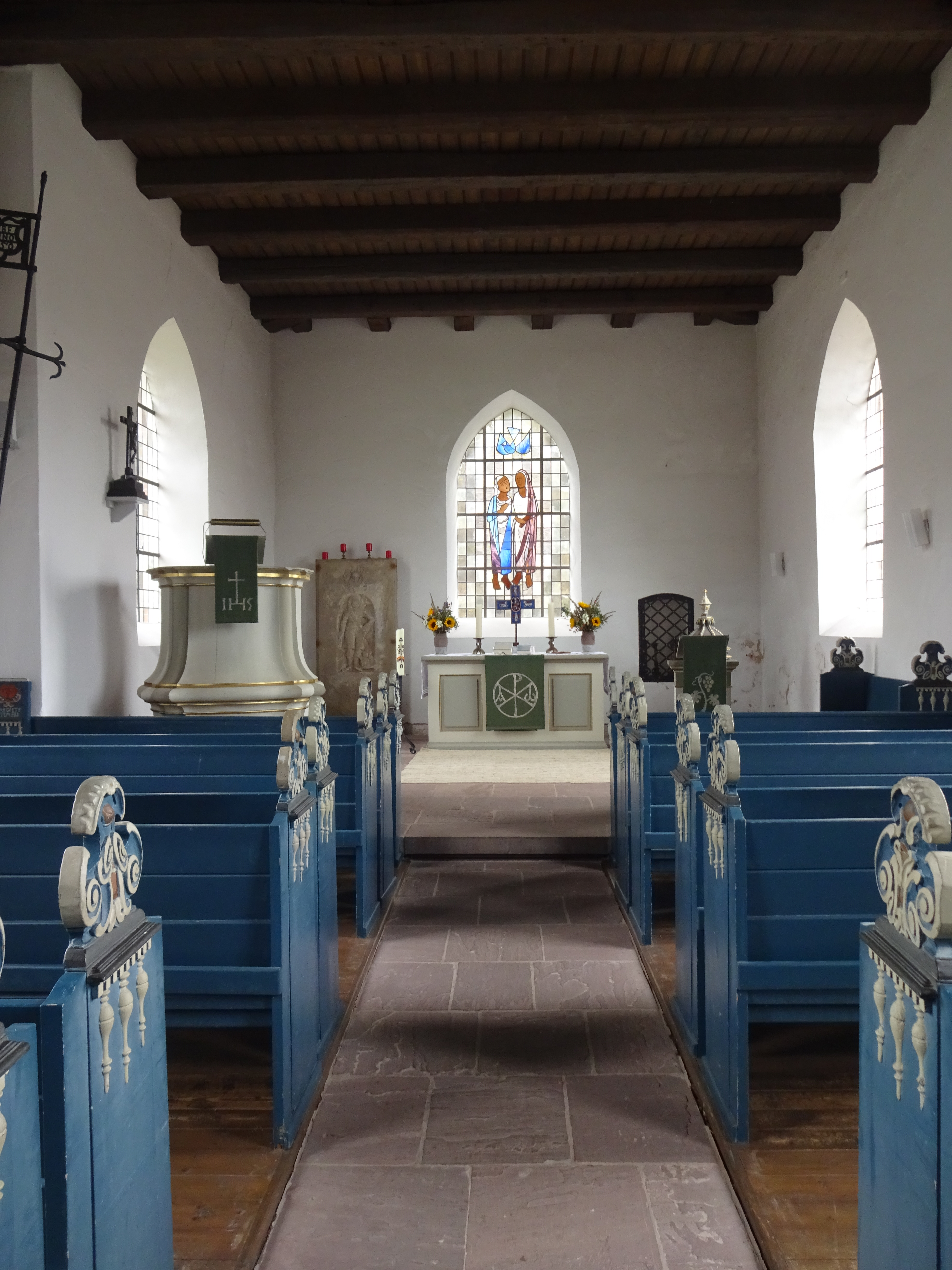
Blick auf Altar und Kanzel

Im Inneren überdeckt eine holzverschalte Balkendecke den Raum. Die Ausstattung aus dem 17. bis 19. Jahrhundert ist nur teilweise erhalten (Taufständer aus der ersten Hälfte des 17. Jh., Gestühlwangen aus dem 17. Jh., barocke Kanzel).
Orgel
Auf der Orgelempore steht eine Orgel von 1856, erstellt von Johann Friedrich Schulze. Sie hat I/P-Manuale und 7 Register.
Glocken
Die zwei Glocken sind von 1978 (g′-2, 643 kg) und 1904 (b′, 360 kg) im Ton der Mollterz.
Kirchhof
Die Kirche ist umgeben von einem Graben, der den  Kirchhof begrenzt, mit zahlreichen aufwändigen Grabmonumenten des 17. bis 19. Jh.
Das Landesdenkmalamt befand u. a.: „… durch die erhaltene Innenausstattung manifestierten künstlerischen Bedeutung und wegen des prägenden Einflusses auf das Ortsbild …“
Die Kirchengemeinde Wersabe ist seit 2018 mit den Kirchengemeinden Bramstedt, Sandstedt, Uthlede-Wulsbüttel und Hagen in einem Kirchengemeindeverband mit rund 2400 Gemeindegliedern (Stand 2023). Die kleine Gemeinde mit ca. 320 Mitgliedern ist mit Sandstedt pfarramtlich verbunden.